# مری هالند
مری هالند (متولد ۲۴ ژوئن ۱۹۸۵) بازیگر و کمدین آمریکایی است.
هالند در گالاکس، ویرجینیا چشم به جهان گشود و زندگی خود را آنجا گذراند. وی در مرکز هنرهای اینترلوشن حضور یافت و کارشناسی لیسانس هنرهای زیبا را از دانشگاه شمال ایلینوی کسب کرد.

## حرفه
وی پس از فارغ‌التحصیلی از دانشگاه، کار خود را در تئاتر تیپ شهروند قائم اغاز کرد. او  جزء بازیگران اصلی نمایش اسکت در UCB بود.
هالند همراه لورن لاپکوس، ارین وایتهد و استفانی آلین ، گروه کمدی بداهه اسب‌های وحشی را خلق کردند.
در سال ۲۰۱۵، هالند برای بازی در سریال استارز گفتگوی بلانت انتخاب شد، بازی شلی تینکل تا  لغو سریال، پس از دو فصل  تداوم یافت. در سال ۲۰۱۶، او برای یک نقش تکراری در سریال Veep HBO و در فیلم فروشگاه اسب شاخدار  انتخاب شد .در ۲۸ فوریه ۲۰۱۷، هالند در کنار کارول برنت در خلبان کمدی ABC نام خانوادگی ایفای نقش کرد.
در ۲۶ ژوئیه سال ۲۰۲۰، هالند در سکیوستر شرکت کرد:مینی مخفی ، که او به عنوان لیمو  بازی کرد. تمام کمک‌های مالی برای مشارکت هالند به صندوق سفر سیاه ترانس ارسال شد. همچنین در سال ۲۰۲۰، او مهمان در قسمت آخر فصل ده زیاد ذوق زده نشو ایفای نقش کرد.

## فیلم‌شناسی

### فیلم
| سال  | عنوان                                  | نقش          | یادداشت              |
| ---- | -------------------------------------- | ------------ | -------------------- |
| ۲۰۱۶ | مایک و دیو به تاریخ عروسی احتیاج دارند | بکی          |                      |
| ۲۰۱۷ | و سپس حوا وجود داشت                    | لورا         |                      |
| ۲۰۱۷ | فروشگاه اسب شاخدار                     | جوانی        |                      |
| ۲۰۱۸ | بسته‌بندی                               | تریال پرستار |                      |
| ۲۰۱۹ | چمن سبزتر                              | کیم آن       |                      |
| ۲۰۱۹ | وضعیت خوب                              | پائولین      |                      |
| ۲۰۱۹ | بین دو سرخس: فیلم                      | گری پلوپ     |                      |
| ۲۰۲۰ | خوشبخت‌ترین فصل                         | جین کالدول   | همچنین نویسنده مشترک |

### تلویزیون
| سال          | عنوان                                              | نقش                 | یادداشت                                      |
| ------------ | -------------------------------------------------- | ------------------- | -------------------------------------------- |
| ۲۰۱۳–۲۰۱۶    | Comedy Bang! Bang!                                 | چندبخشی             | 6 episodes                                   |
| ۲۰۱۴         | Silicon Valley                                     | شراب شیرین          | Episode: "Proof of Concept"                  |
| ۲۰۱۴         | The Birthday Boys                                  | چندبخشی             | Episode: "Cerf's Folly"                      |
| ۲۰۱۵         | Parks and Recreation                               | ویکتوریا هرزوگ      | Episode: "Ron & Jammy"                       |
| ۲۰۱۵–۲۰۱۶    | Blunt Talk                                         | شلی تینکل           | 19 episodes                                  |
| ۲۰۱۵         | The Mindy Project                                  | مامان               | Episode: "Jody Kimball-Kinney Is My Husband" |
| ۲۰۱۵         | Truth Be Told                                      | امی                 | Episode: "The Ecosystem"                     |
| ۲۰۱۶         | It's Always Sunny in Philadelphia                  | بلیار               | Episode: "Dee Made a Smut Film"              |
| ۲۰۱۶–۲۰۱۸    | Animals.                                           | صدای چند بخشی       | 7 episodes                                   |
| ۲۰۱۶         | The Good Place                                     | پائولا اونسروک      | Episode: "What We Owe to Each Other"         |
| ۲۰۱۶         | Mr. Neighbor's House                               | خانم لدی            | TV special                                   |
| ۲۰۱۶–۲۰۱۷    | The UCB Show                                       | چندبخشی             | 3 episodes                                   |
| ۲۰۱۷         | Michael Bolton's Big, Sexy Valentine's Day Special | دینا                | Variety special                              |
| ۲۰۱۷         | New Girl                                           | جیل                 | Episode: "Young Adult"                       |
| ۲۰۱۷         | Shrink                                             | رچال                | 8 episodes                                   |
| ۲۰۱۷         | Brooklyn Nine-Nine                                 | تریکیا              | Episode: "Moo Moo"                           |
| ۲۰۱۷         | Veep                                               | شاونی تانز          | 5 episodes                                   |
| ۲۰۱۷         | Bajillion Dollar Propertie$                        | دختر کوچولو         | Episode: "A Divided House"                   |
| ۲۰۱۷         | Dice                                               | ترودی               | 2 episodes                                   |
| ۲۰۱۸         | Crazy Ex-Girlfriend                                | متصدی فروشگاه گربه  | Episode: "Trent?!"                           |
| 2018–present | Craig of the Creek                                 | مانی (صدا)          | 5 episodes                                   |
| ۲۰۱۸         | American Housewife                                 | اشلی کلارک          | Episode: "Sliding Sweaters"                  |
| ۲۰۱۸         | Mr. Neighbor's House 2                             | بانوی               | TV special                                   |
| ۲۰۱۸         | Happy Together                                     | شانی                | Episode: "Pilot"                             |
| ۲۰۱۸         | Fresh Off the Boat                                 | کندی                | Episode: "Cousin Eddie"                      |
| ۲۰۱۹         | Speechless                                         | کرلاین              | Episode: "THE S-T-A-- STAIRCASE"             |
| ۲۰۱۹         | Abby's                                             | شارون               | Episode: "The Fish"                          |
| ۲۰۲۰         | Duncanville                                        | ضدا                 | 2 episodes                                   |
| ۲۰۲۰         | Curb Your Enthusiasm                               | همکار تارا          | Episode: "The Spite Store"                   |
| ۲۰۲۰         | Robbie                                             | جونیو               | 8 episodes                                   |
| ۲۰۲۰         | Homecoming                                         | وندی                | 4 episodes                                   |
| ۲۰۲۰         | Harley Quinn                                       | جینیفر توبیثا (صدا) | 2 episodes                                   |
| ۲۰۲۰         | Star Wars: Jedi Temple Challenge                   | AD-3 (صدا)          | 10 episodes                                  |
| ۲۰۲۰         | Mapleworth Murders                                 | لانی دلبوش          | 3 episodes                                   |
| ۲۰۲۰         | Hoops                                              | کانی (صدا)          | 8 episodes                                   |
| ۲۰۲۰         | Big City Greens                                    | رئیس (صدا)          | Episode: "Chipwrecked"                       |